# 미소라 히바리
미소라 히바리(일본어: 美空 ひばり, 1937년 5월 29일 ~ 1989년 6월 24일)는 일본의 쇼와 시대를 대표하는 가수이자 배우로, 가나가와현 요코하마시 이소고구에서 태어났다. 세이카 학원(精華学園) 고등부를 졸업했으며, 본명은 가토 가즈에(일본어: 加藤 和枝)다. 사후에 일본 여성으로서는 최초로 국민영예상을 수상했다.

## 인물과 경력

### 전성기

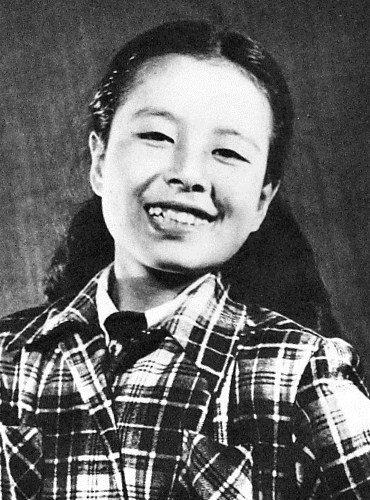
데뷔 초기 모습

1949년 7월에 《갓파 부기우기(河童ブギウギ)》를 통해 가수로 데뷔했으며 데뷔 싱글과 첫 주연을 맡은 영화《카나시키 쿠치부에(悲しき口笛)》의 동명의 주제가까지 연이어 히트를 치게된다.
1950년 영화 《도쿄 키드(東京キッド)》에 출연하여 큰 인기를 얻는다.
1957년 1월 13일, 국제극장에서 공연도중 동갑내기 여성 극성팬에게 황산테러를 당했으나 다행히 얼굴에 큰 상처는 입지 않았다. 범행을 저지른 여성팬은 이전에도 미소라 히바리의 집에 찾아 가거나 전화를 걸었으며 공연 대기실에도 들어가려고 했으나 제지 당한적이 있었다. 범행 이유는 자신을 만나주지 않는 미소라 히바리가 미웠기 때문이라고 한다. 2주 정도의 치료 후 1월 29일 다시 무대로 복귀할 수 있었다.
1960년에 《애수 부두(哀愁波止場)》로 일본 레코드대상 가창상을 수상했다.
1962년에 당시 인기 영화 배우였던 고바야시 아키라와 결혼했지만, 2년 만인 1964년에 이혼하게 된다. 이혼 직후인 1964년 12월에 텔레비전 드라마 《야와라》(柔)의 주제가로 사용된 동명의 곡을 발표해 크게 인기를 얻어 180만 매의 음반을 판매하고, 일본 레코드대상을 수상한다. 곧이어 발표한 1966년의 《가나시이사케(悲しい酒)》는 145만 매, 1967년의 《맛카나타이요(真赤な太陽)》는 140만 매를 판매해 크게 인기를 끌었다.

### 후기
1980년대에 접어들면서 친어머니였던 가토 기미에(加藤喜美枝)가 사망하고, 곧이어 친동생과 친한 친구마저 차례로 사망하는 비운을 맞게 된다. 인기 또한 전성기와는 다르게 눈에 띄게 떨어져 술과 담배에 의존하는 정도가 높아졌고, 몸은 나빠지기 시작했다.
1987년 4월 22일에 후쿠오카 제생회 병원에 급하게 입원, “만성 간염 및 양측 대퇴골 골두 괴사”라는 진단이 내려졌다. “재기 불가능”이라는 평을 받았지만, 수 개월간 요양한 뒤 8월 3일에 퇴원하고, 10월에 신곡 '흐트러진 머리'라는 뜻의《미다레가미(みだれ髪)》를 레코딩 해 복귀한다. 1988년 4월 11일에는 도쿄 돔에서 5만명이 운집한 가운데 복귀 콘서트 《불사조 ~ 날아라 새로운 하늘을 향해》를 가져 완전 복귀를 선언한다. 하지만 이미 상한 몸으로 인해, 전국 공연을 가지던 도중에도 수차례 극비 입원 하는 등, 위험한 징조는 이미 나타나고 있었다.
쇼와 일왕이 죽으면서 연호가 헤이세이로 바뀐 1989년 1월 11일에는 인생이라고도 할 수 있는 《가와노나가레노요니(川の流れのように)》을 발표한다. 곧 전국 투어 콘서트를 시작하지만, 다시 입원과 일시퇴원을 반복했다. 결국 3월 21일에 자택에서 닛폰 방송의 라디오 특집 생방송 《미소라 히바리, 감동의 이 한 곡》을 방송하고 난 뒤 급격히 악화되어 준텐도 병원(順天堂病院)에 입원하게 된다. 이로 인해 이 후 예정되었던 콘서트나 전국투어도 모두 중지되었다.
1989년 6월 13일에 결국 의식불명으로 인공호흡을 시작했고, 6월 24일에 간질성 폐렴으로 인한 호흡부전으로 인해 향년 52세로 사망했다.

### 사후

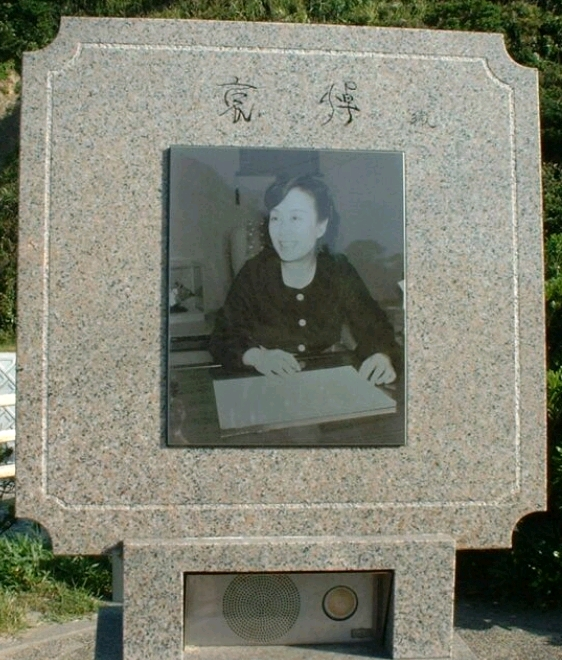
후쿠시마현 이와키시에 설치된
미소라 히바리 유영비(遺影碑)

1989년 7월 4일에 일본 여성 최초로 일본 정부가 수여하는 국민영예상을 수상했다. 이 후 7월 22일에 거행된 장례식은 각 방송사에서 생중계를 했고 팬들을 포함해서 4만 2천여명이 조문한 것으로 알려져 있고, 요코하마시 고난구(港南区)에 안장되었다. 이 후에도 수년간 가요제의 특별상 등을 여러차례 수상하였다.
1993년에 교토시에 “미소라 히바리관”이 개관하였으나, 이용자 수의 감소로 2006년 11월 30일에 폐관되었다. 폐관된 히바리관은 히바리 프로덕션에서 18억 엔에 매입하여, 2008년 봄에 다시 오픈한다고 발표되었다.
2005년에 공개된 영화 《오페레타 너구리 저택》에서 컴퓨터 그래픽 기술로 복원되어 출연하기도 했다. 그 외에도 상영회 등이 각지에서 주기적으로 개최되고 있다. 최후의 곡인 《흐르는 강물처럼》은 NHK에서 조사한 “일본의 명곡”에서 1위로 선정되기도 했다.
2016년 5월 29일, 미발매곡 《사쿠라노우타(さくらの唄)》를 CD화로 발매. 1976년 7월 1일에 발매된 싱글과는 다른 버전으로 되어 있다.
2019년 9월 29일 방송의 NHK 스페셜에서 과거의 방대한 영상이나 음원을 바탕으로, 최신의 AI기술을 이용해 종달새의 라이브를 재현하는 시도가 행해졌다. 4K · 3D의 등신대의 홀로그램 영상으로 스테이지상에 "본인"을 출현시켜, 야마하가 개발한 심층학습기술을 이용한 노랫소리 합성기술 VOCALOID:AI에 의해 새롭게 제작된 악곡 《아레가라(あれから)》(작사 : 아키모토 야스시 · 작곡 : 사토 카후)를 노래하게 하는 모습이 방송되었다.
2019년 12월 31일 방송의 NHK 홍백가합전에서 상기 AI로부터 라이브를 행하였다.

## 미소라 히바리 이야기
미소라 히바리 영면 16주기인 2005년에는, TBS에서 특별 드라마 《미소라 히바리 이야기(美空ひばり物語－おでことおでこがぶつかって)》에서 우에토 아야가 미소라 히바리 역을 맡았다. 어머니인 기미에 역에는 이즈미 핀코가 선택되었다.

## 주요 작품
대표적인 작품만 기술하였음. 상세한 내역은 공식사이트를 참조하시오.

### 싱글 앨범 - 판매량
- 柔 야와라[*] (1964년) - 180만 장
- 가와노나가레노요니 川の流れのように 흐르는 강물처럼[*] (1989년) - 150만 장
- 悲しい酒 가나시이사케[*] (1966년) - 145만 장
- 真赤な太陽 맛카나타이요[*] (1967년) - 140만 장
- リンゴ追分 링고오이와케[*] (1952년) - 130만 장
- みだれ髪 미다레가미[*] (1987년)
- 港町十三番地 (1957년)
- 波止場だよ、お父つぁん (1956년)
- 東京キッド (1950년)
- 悲しき口笛 (1949년)

- 판매량은 재발매된 경우를 포함해, 일본 컬럼비아에서 조사한 것.

### 주요 곡
- 1949년 河童ブギウギ
- 1949년 悲しき口笛
- 1950년 東京キッド
- 1950년 越後獅子の唄
- 1950년 私は街の子
- 1951년 あの丘越えて
- 1952년 お祭りマンボ
- 1952년 津軽のふるさと
- 1952년 リンゴ追分
- 1954년 ひばりのマドロスさん
- 1954년 伊豆の踊り子
- 1956년 波止場だよ お父つぁん
- 1957년 港町十三番地
- 1958년 車屋さん
- 1960년 哀愁波止場
- 1962년 ひばりの佐渡情話
- 1963년 哀愁出船
- 1964년 柔
- 1966년 悲しい酒
- 1967년 真赤な太陽
- 1967년 芸道一代
- 1968년 むらさきの夜明け
- 1968년 熱濤(いのり)
- 1970년 人生一路
- 1972년 ある女の詩
- 1974년 一本の鉛筆
- 1976년 さくらの唄※2016년에 미음원화곡을 CD화로 발매
- 1976년 雑草の歌
- 1980년 おまえに惚れた
- 1982년 裏町酒場
- 1983년 笑ってよムーンライト
- 1983년 残侠子守唄
- 1986년 愛燦燦
- 1987년 みだれ髪
- 1989년 가와노나가레노요니 (川の流れのように)
- 2019년 あれから※AI가창